# Мезецкий, Семён Михайлович
Семён Михайлович Мезецкий (ум. после 1577) — воевода в правление великого князя и царя Ивана Грозного.

## Биография
Представитель княжеского рода Мезецких (Рюриковичи). Пятый из шестерых сыновей князя Михаила Романовича Мезецкого (ум. 1506). Братья — князья Василий, Андрей, Иван Шапца, Пётр Гнуса и Иван Меньшой. Племянник- князь Юрий Иванович Шапкин.
В ноябре 1543 года князь С. М. Мезецкий был «послан по казанским вестем» вторым воеводой сторожевого полка во Владимир.
В июне 1544 года — 2-й воевода передового полка во Владимире.
В 1554 году на свадьбе царя Симеона Бекбулатовича князь С. М. Мезецкий упоминается среди поезжан.
В 1576-1577 годах — наместник и воевода в Смоленске.
Оставил после себя двух дочерей:
- Княжна Феодосья, жена князя Петра Борисовича Пожарского (соборная старица суздальского Покровского монастыря Фотиния)[1]
- Княжна Мария, жена князя Василия Ивановича Коврова (соборная старица суздальского Покровского монастыря Евдокия)